# 失戀日
《失戀日》（英文：L for Love L for Lies too），是2016年上映的港產片，由鄧麗欣、麥明詩、金燕玲、鮑起靜、石修、劉浩龍、張繼聰、何浩文、苗可秀與盧覓雪主演，由葉念琛監製、編劇及導演。

## 演員列表

### 主要演員
| 演員   | 角色       | 角色介紹                                           |
| 鄧麗欣 | 鍾嘉寶     | 何日晨女友，後反目                                 |
| 張繼聰 | 阿飛       | 老千，後被陳生與同黨斬至重傷                       |
| 麥明詩 | 詩婷       | 阿寶閨蜜，何日晨之妹；家偉女友，後分手             |
| 何浩文 | 關家偉     | 詩婷男友，後分手                                   |
| 劉浩龍 | 何日晨     | 阿寶男友                                           |
| 林盛斌 | 肥九       | 老千，阿飛同黨                                     |
| 莊思敏 | 花姐       | 老千，阿飛同黨                                     |
| 盧覓雪 | 琼姐       | 阿寶上司                                           |
| 苗可秀 | 燕姐       | 粥檔老闆                                           |
| 麥玲玲 | 麥玲玲     |                                                    |
| 田啟文 | 的士司機   |                                                    |
| 李嘉   | 陳公子     | 買兇殺害陳太，事敗後與同黨斬傷阿飛，被警方當場拘捕 |
| 文凱玲 | 陳太       | 阿飛中學同學，與David相戀                          |
| 柳俊江 | David      | 與陳太相戀                                         |
| 陳嘉寶 | 咖啡店老闆 |                                                    |
| 何傲兒 | 鍾嘉瑩     | 鍾嘉寶妹                                           |

### 友情演出
| 演員   | 角色   | 角色介紹 |
| 金燕玲 | 金影虹 | 鍾嘉寶母 |
| 鮑起靜 | 家偉母 |          |
| 石修   | 家偉父 |          |

### 客串演員
| 演員   | 角色   | 角色介紹 |
| 孫慧雪 | 關家欣 | 關家偉妹 |
| 林穎彤 | Joey   | 阿寶同事 |
| 陳婉衡 | Tracy  | 阿寶同事 |
| 曾淑雅 | Sammy  | 阿寶同事 |
| 鄒文正 | 關家昌 | 關家偉弟 |

## 電影歌曲

### 主題曲

作詞：甄健強　作曲：Park Geun Tae、Kang Eun Kyung　編曲／歌曲監製：藝琛　主唱：J.Arie

### 片尾曲

作詞：陳心遙　作曲／編曲／歌曲監製：戴偉　主唱：何洋